# Euphyia fartaria
Euphyia fartaria là một loài bướm đêm trong họ Geometridae.